# Warwara Wahl
Warwara "Wawa" Wahl, født prinsesse Myschetsky (17. december 1920 i København – 10. april 2006) var en dansk hofdame, søster til Andrej Myschetzky og gift med Mogens Wahl.
Hun blev født i København som datter af det eksilerede russiske fyrstepar Daniel og Vera Myschetzky, født Gotovzoff, og voksede op i Hellerup. 28. februar 1948 ægtede hun i Kastelskirken juristen Mogens Wahl og fulgte ham blandt andet til Færøerne, hvor han var rigsombudsmand i elleve år til 1972, da dronning Margrethe udnævnte ham til sin kabinetssekretær. Gennem ham kom Warwara Wahl i berøring med kongehuset, og året efter hans død i 1986 udnævnte dronning Ingrid hende til sin hofdame. Denne stilling bestred hun indtil 1997.